# Ón
Az ón, nyelvújításkori nevén ónany kémiai elem, vegyjele Sn, amely a latin stannum szóból származik. Rendszáma 50. Szobahőmérsékleten ezüstfehér színű, jól kalapálható, hengerelhető, nyújtható nehézfém. Az áramot közepesen vezeti, nem mérgező. Több allotrop módosulata is létezik. 13,2 °C alatt az atomrácsos, gyémántrácsú szürke ón, 13,2 °C-tól 161 °C-ig a fémes, négyzetes rácsú fehér ón, 161 °C-tól olvadáspontjáig a rombos szerkezetű ón a stabil. Az átalakulás az allotrop módosulatok között spontán lassú, de beoltással felgyorsul, ez a jelenség az ónpestis. Olvadáspontja alacsony, 232 °C. Forráspontja 2362 °C.
Savakban és lúgokban is oldódik, tehát amfoter elem.
Az ón hajlításakor sajátos hang (úgynevezett ónzörej) hallható, amely a fémkristályok elmozdulása, és egymáshoz való súrlódása miatt keletkezik.

## Kémiai tulajdonságai

Az ón elektronszerkezete

Az ón a vegyületeiben +2 vagy +4 oxidációs számú lehet. A felületét összefüggő oxidréteg vonja be, ez csökkenti a reakciókészségét. Emiatt nehezen oxidálódik, ellenáll a korróziónak. Halogénekkel könnyen reakcióba lép. Magasabb hőmérsékleten ón-dioxiddá ég el.
{\displaystyle \mathrm {Sn+O_{2}\rightarrow SnO_{2}} }
Az ón amfoter fém, savakban és lúgokban is oldódik, a reakcióban hidrogén fejlődik:
{\displaystyle \mathrm {Sn+2\ H_{3}O^{+}+4\ H_{2}O\rightarrow [Sn(H_{2}O)_{6}]^{2+}+H_{2}} }
{\displaystyle \mathrm {Sn+2\ OH^{-}+4\ H_{2}O\rightarrow [Sn(OH)_{6}]^{2-}+2\ H_{2}} }
Szulfátja és nitrátja ionos, a többi vegyülete inkább kovalens jellegű. A +2-es oxidációs számú ónvegyületek általában ionosabb jellegűek, mint a +4-es oxidációs számúak, például az ón(II)-klorid (SnCl2) ionosabb, mint az ón(IV)-klorid (SnCl4).

## Előállítása
Az ónt általában az oxidjából, az ónkőből vagy kassziteritből (SnO2) állítják elő, amely az ón legfontosabb ásványa. Az SnO2-t szénnel redukálják:
{\displaystyle \mathrm {SnO_{2}+2\ C\rightarrow Sn+2\ CO} \,\!}

## Előfordulása
A kassziterit magmás utókristályosodás során keletkezik számos szulfidásvány társaságában. Magyarországon több bányában előfordult kísérő ásványként.
A Kongói Demokratikus Köztársaságban nagy mennyiségben található ón bányászatához kapcsolódó erőszakos cselekedetekért egyes civil szervezetek az elektronikai vállalatokat teszik felelőssé, amennyiben illegálisan, fekete piacról szerzik be a termékeik előállításához szükséges alapanyagok egy részét.

## Felhasználása
Ma vaslemezek bevonására alkalmazzák, ez a fehér bádog. Az ónbevonat felszínén összefüggő oxidréteg alakul ki, amely gátolja a fém oxidálódását, vagyis a vaslemez rozsdásodását. Mivel vegyületei nem mérgezőek, gyakran készítik fehérbádogból a konzervdobozokat. Az ónnal olykor más fémeket is bevonnak, hogy azok korrodálódását meggátolja. Sok ötvözete van, rézzel ötvözve gyártják a bronzot, ólommal való ötvözete pedig a lágyforrasz (forrasztóón). Egykor papírvékony lemezzé hengerelve úgynevezett sztaniolpapírt is készítettek belőle (az elnevezés a fém latin nevére, a stannumra utal). Később a sokkal olcsóbb alufólia kiszorította a sztaniolpapírt a használatból.
Az orgonasípokat is főként ónból készítik.
Ugyancsak fontos felhasználása volt az ónfehér festék is, amelyet kerámia és üveg színezésére használtak. Színe kissé szürkéssárgás, úgynevezett "melegfehér".